# Aves (Santo Tirso)
Aves (a vegades anomenada Vila das Aves la seua seu) és una freguesia portuguesa del municipi de Santo Tirso i del districte de Porto, amb 6,16 km² d'àrea i 7.950 habitants (al cens del 2021). La densitat de població n'és de 1.290,6 h/km²; a hores d'ara és el segon nucli urbà més gran del municipi de Santo Tirso.
Fou elevada a l'estatut de vila el 4 d'abril del 1955, quan es coneixia com a Sâo Miguel das Aves. Ací hi ha l'estuari del Vizela, principal afluent del rio Ave. Aquesta circumstància explica el topònim de la vila, doncs el primer nom era Sâo Miguel de Entre-ambos-os-Aves.(5)
Fou un dels majors centres d'indústria tèxtil portuguesa durant el s. XX.(4)

## Població
| Població de la freguesia d'Aves | Població de la freguesia d'Aves | Població de la freguesia d'Aves | Població de la freguesia d'Aves | Població de la freguesia d'Aves | Població de la freguesia d'Aves | Població de la freguesia d'Aves | Població de la freguesia d'Aves | Població de la freguesia d'Aves | Població de la freguesia d'Aves | Població de la freguesia d'Aves | Població de la freguesia d'Aves | Població de la freguesia d'Aves | Població de la freguesia d'Aves | Població de la freguesia d'Aves | Població de la freguesia d'Aves |
| ------------------------------- | ------------------------------- | ------------------------------- | ------------------------------- | ------------------------------- | ------------------------------- | ------------------------------- | ------------------------------- | ------------------------------- | ------------------------------- | ------------------------------- | ------------------------------- | ------------------------------- | ------------------------------- | ------------------------------- | ------------------------------- |
| 1864                            | 1878                            | 1890                            | 1900                            | 1911                            | 1920                            | 1930                            | 1940                            | 1950                            | 1960                            | 1970                            | 1981                            | 1991                            | 2001                            | 2011                            | 2021                            |
| 930                             | 979                             | 1 166                           | 1 480                           | 2 161                           | 2 280                           | 2 800                           | 4 304                           | 5 380                           | 6 902                           | 6 407                           | 7 211                           | 8 485                           | 8 492                           | 8 458                           | 7 950                           |

## Patrimoni
- Capella Santo André de Sobrado
- Església parroquial de Vila das Aves
- Termes do Amieiro Galego
- Monestir das Irmâs Clarissas
- Capella de Sâo José (on es venera Nossa Senhora Menina)
- Museu d'Art Sacre
- Quinta do Rio Vizela
- Monestir da Visitação